# Magnambougou
 (septembre 2024).
Si vous disposez d'ouvrages ou d'articles de référence ou si vous connaissez des sites web de qualité traitant du thème abordé ici, merci de compléter l'article en donnant les références utiles à sa vérifiabilité et en les liant à la section « Notes et références ».
Magnambougou est un grand quartier populaire de la commune VI de Bamako.

## Géographie
Ce quartier est situé dans la capitale malienne sur la rive droite du fleuve Niger qui traverse la ville et fait partie de la commune VI. Il est limité au nord par le fleuve du Niger, au sud-est par le quartier de Banakabougou, à l'ouest par le quartier de Sogoniko et a l'est par Dianeguela et Sokorodji.      

## Administration
Magnambougou est composé de quatre grands secteurs : Magnambougou Projet, Magnambougou dugukôrô Magnambougou Faso-kanu, Magnabougou concession rurale qui s'étend le long du canal jusqu'à la limite Moussabougou (relais touristique Timbuctu).
Le quartier dispose de deux marchés : le plus grand, situé à la limite entre Projet et Diandjiguila, est appelé Sougou koro, et un plus petit appelé Allahminè sougou, récemment rénové[réf. souhaitée].

## Santé
Le lieu le plus connu à Magnambougou est le centre de santé communautaire ASACOMA.

## Enseignement
- École supérieure de géologie et des mines.

## Chômage
C'est le quartier de la commune VI où il y a le plus de diplômés chômeurs[réf. nécessaire]. Les jeunes du quartier ont mis en place une association de chômeurs, dirigée par un jeune étudiant de la faculté des sciences et techniques de Bamako du nom de Diallo Moussa[réf. nécessaire].

## Cultes
Le quartier possède plus d'une trentaine d'édifice religieux (mosquées et église compris). La mosquée la plus connue est celle de Wèrèda ; son imam, grand marabout, s’appelle Oumar Sanga Cissé.
La paroisse catholique Sainte Monique de Magnambougou fondée en 2001 relève de l'archidiocèse de Bamako.

## Culture
Magnambougou est un quartier très dynamique. Le quartier a plusieurs talents, dont le comédien Habib Dembélé et des rappeurs locaux.

## Sports
Le FC Diafounou est le club de football du quartier.